# Асеучаль
Асеучаль (ісп. Aceuchal) — муніципалітет в Іспанії, у складі автономної спільноти Естремадура, у провінції Бадахос. Населення — 5723 особи (2010).
Муніципалітет розташований на відстані близько 310 км на південний захід від Мадрида, 49 км на південний схід від Бадахоса.

## Демографія
Динаміка населення (INE ):

## Галерея зображень

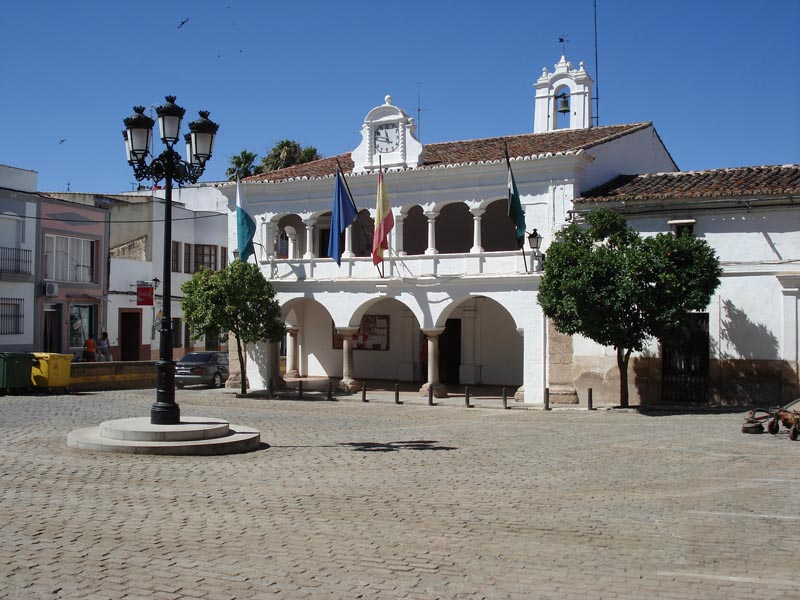
Пласа-де-Еспанья і муніципальна рада
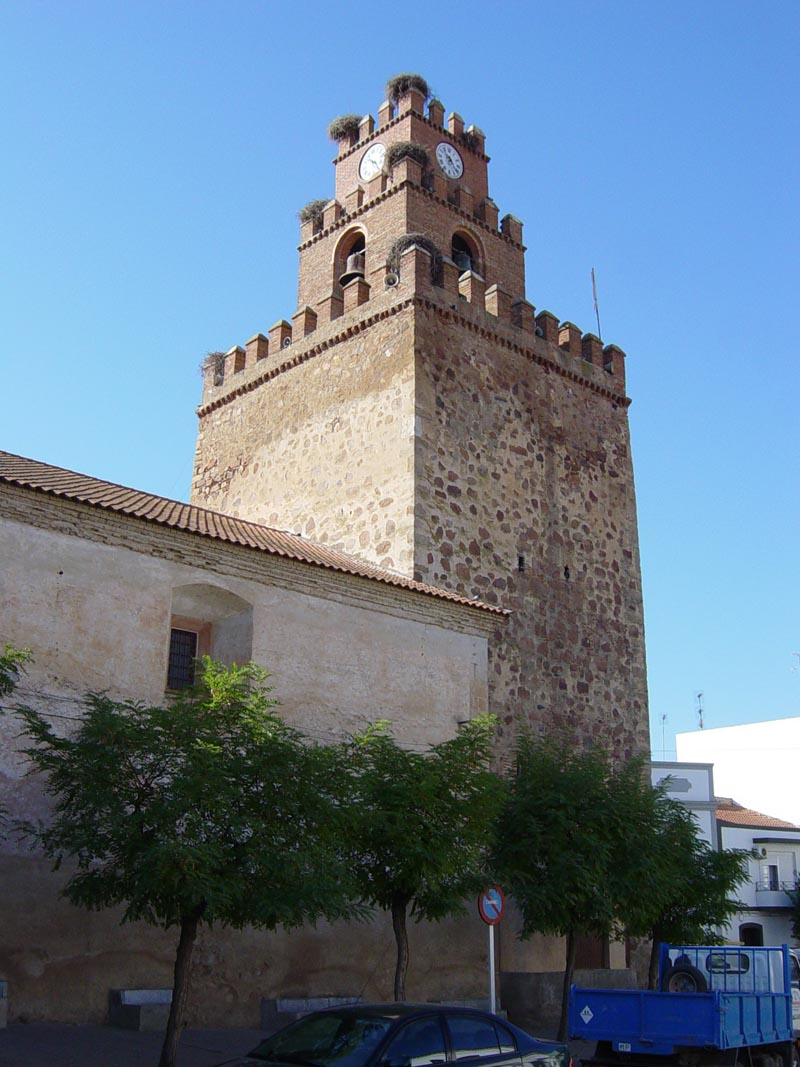
Дзвіниця парафіяльної церкви Сан-Педро
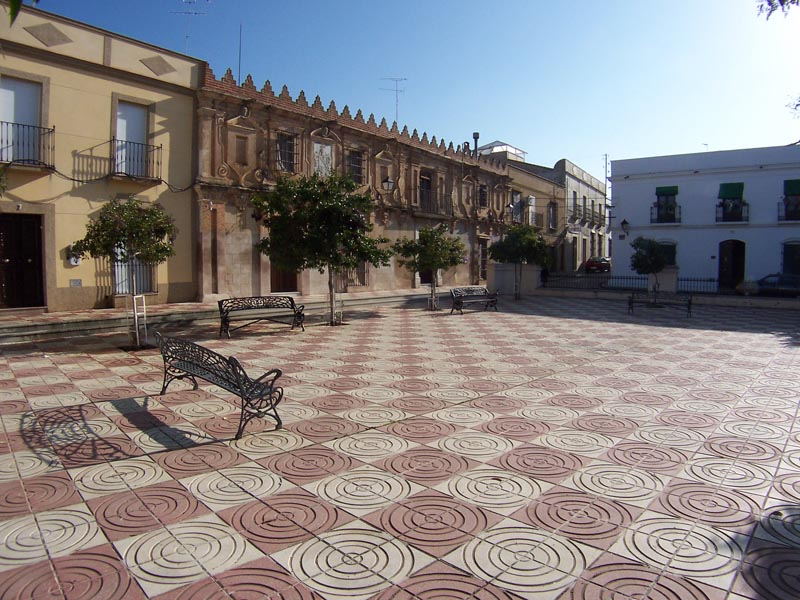
Пласа-де-Марія-Крістіна
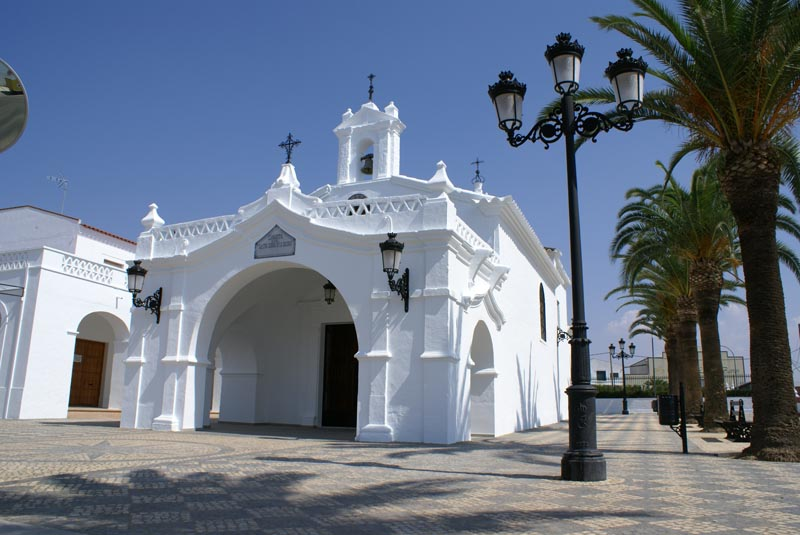
Каплиця Нуестра-Сеньйора-де-ла-Соледад